# 稲穂駅

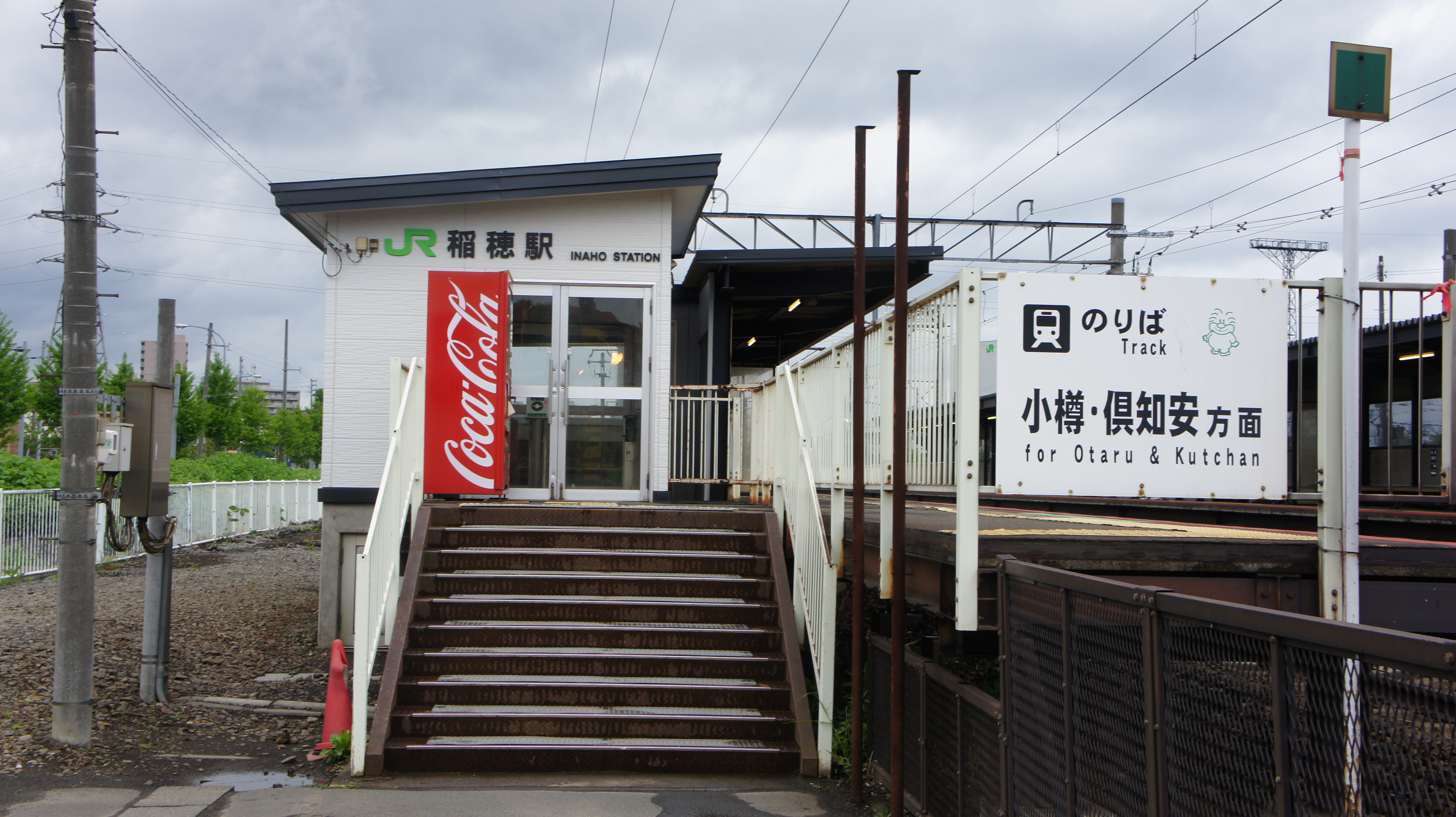
駅舎（小樽・倶知安方面のりば）
（2017年5月）

稲穂駅（いなほえき）は、北海道札幌市手稲区稲穂1条5丁目にある、北海道旅客鉄道（JR北海道）函館本線の駅である。駅番号はS08。電報略号はイナ。

## 歴史
- 1986年（昭和61年）11月1日：日本国有鉄道（国鉄）函館本線の稲穂臨時乗降場として開業[1]。開業当時から無人駅である[2]。
- 1987年（昭和62年）4月1日：国鉄分割民営化に伴い、北海道旅客鉄道（JR北海道）の駅となると共に旅客駅に昇格。稲穂駅となる。
- 1999年（平成11年）7月10日：自動改札機を設置し、供用開始[3]。
- 2007年（平成19年）10月1日：駅ナンバリングを実施[4]。
- 2008年（平成20年）10月25日：ICカード「Kitaca」使用開始[5]。
- 2024年（令和6年）3月16日：同日のダイヤ改正で、快速「ニセコライナー」と日中帯の快速「エアポート」の停車駅となる[6][7]。

### 駅名の由来
駅南側の地名から。1942年（昭和17年）の字名改正でつけられた和名である。開業前の仮称は北側の地名から採られた「あけぼの」だった。

## 駅構造
相対式ホーム2面2線（ホーム長：130m）を持つ地上駅。互いのホームは札幌側にある踏切で連絡するため跨線橋などは存在しない。札幌方面行きホームと小樽方面行きホームそれぞれに専用出入口がある。
手稲駅管理の無人駅。簡易自動券売機（札幌方面のみ設置。ICチャージ非対応）・簡易自動改札機（Kitaca・磁気券ともに対応）が設置されているがトイレは未設置である。
小樽方面ホームでは車掌が改札業務を行う場合がある。札幌運転所のすぐ目の前にあるためJR社員の利用も多い。

### のりば
| 番線 | 路線      | 方向 | 行先             |
| ---- | --------- | ---- | ---------------- |
| 1    | ■函館本線 | 上り | ほしみ・小樽方面 |
| 2    | ■函館本線 | 下り | 江別・岩見沢方面 |

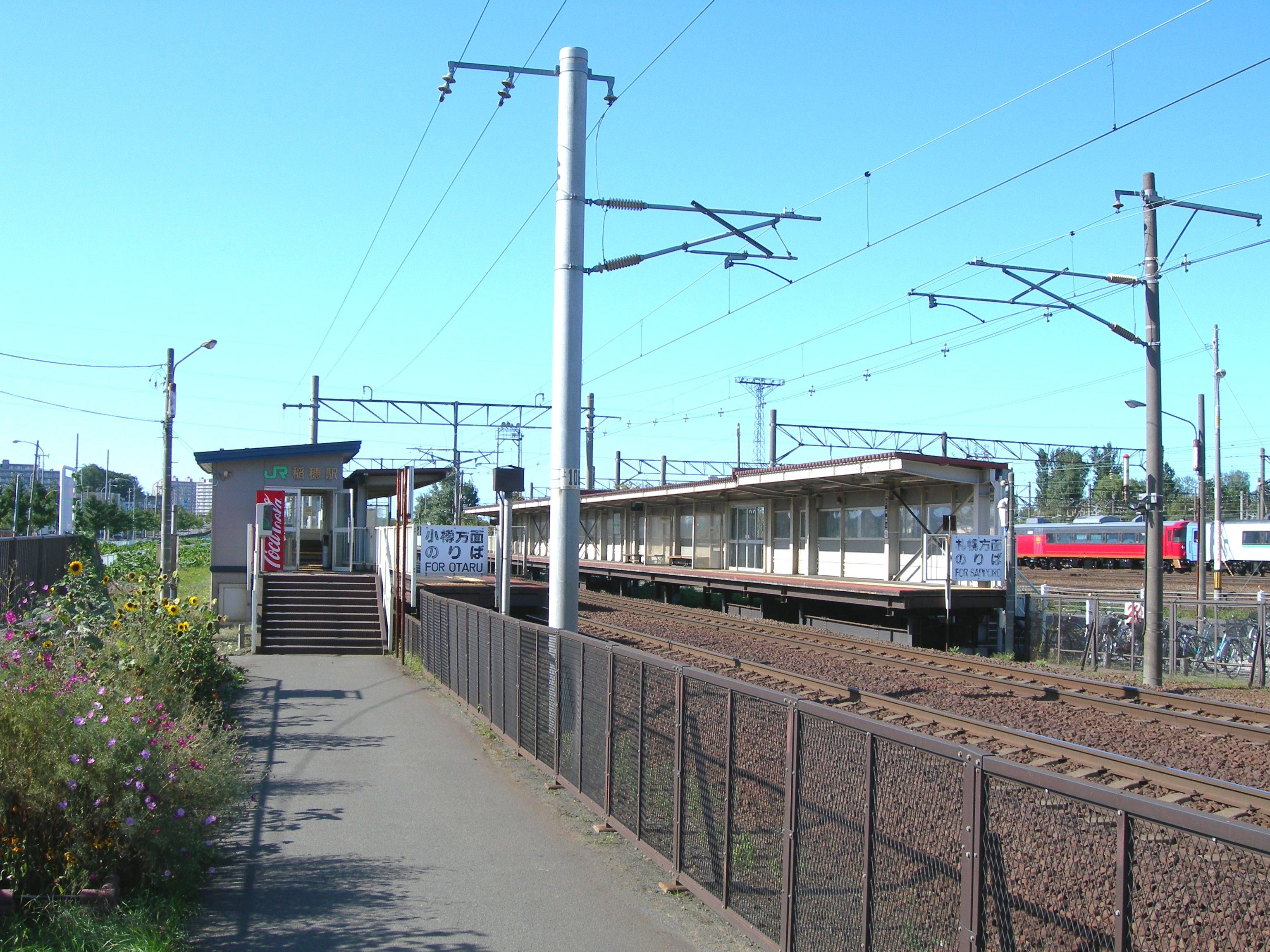
駅全体（2009年9月）
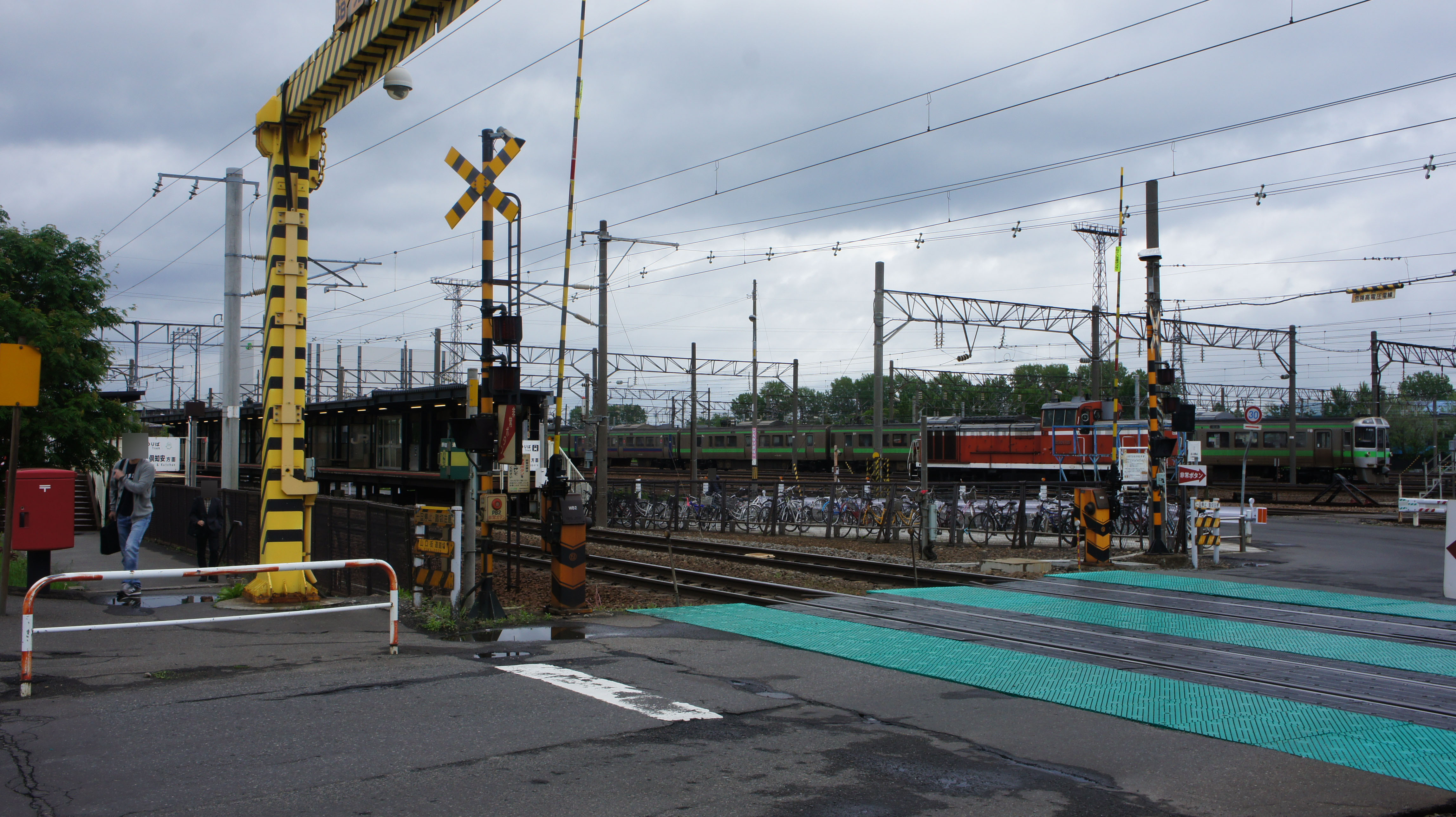
稲穂駅近くにある踏切 互いのホームは、この踏切を通じて連絡する。 （2017年5月）
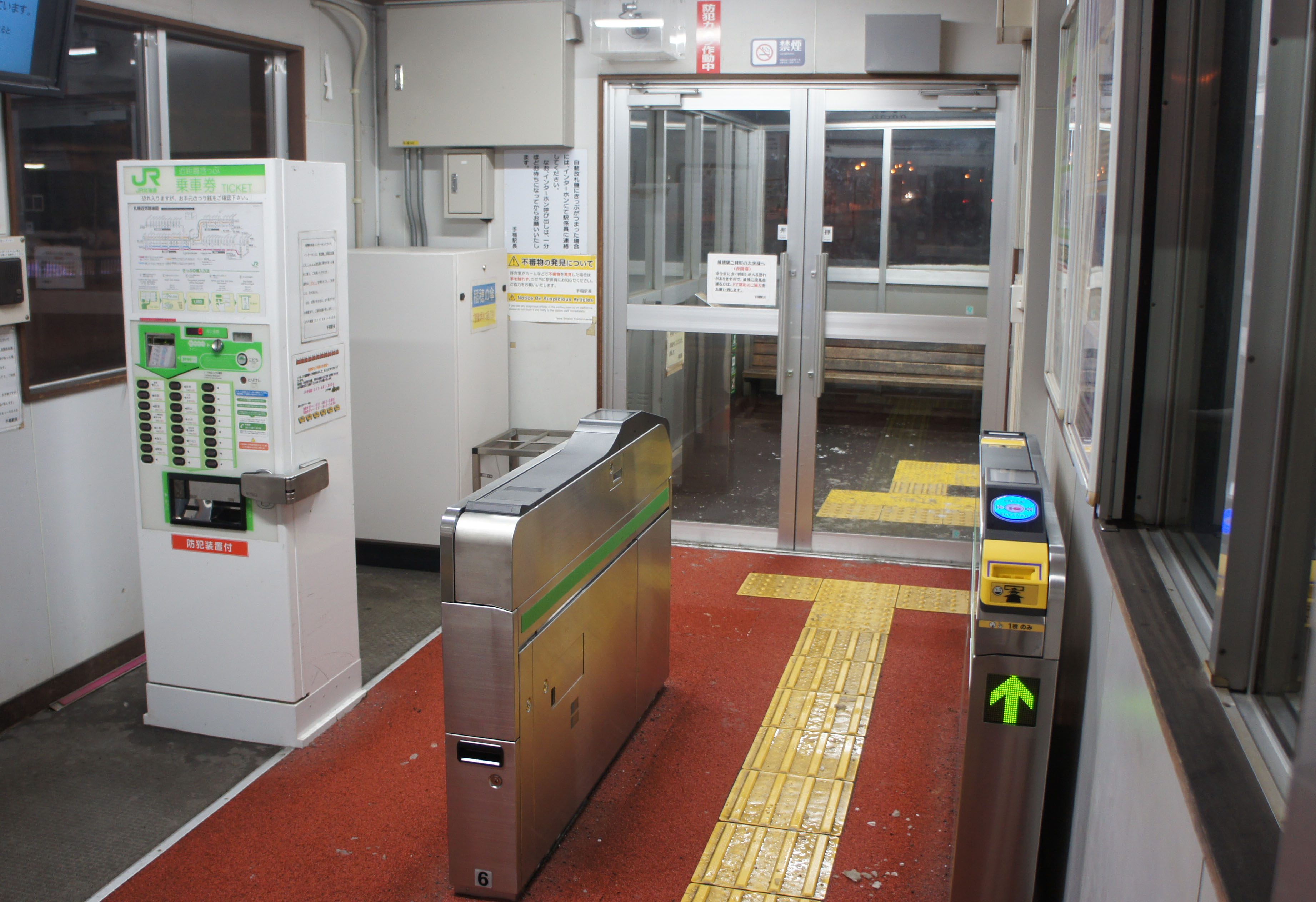
上り線改札口（2017年12月）
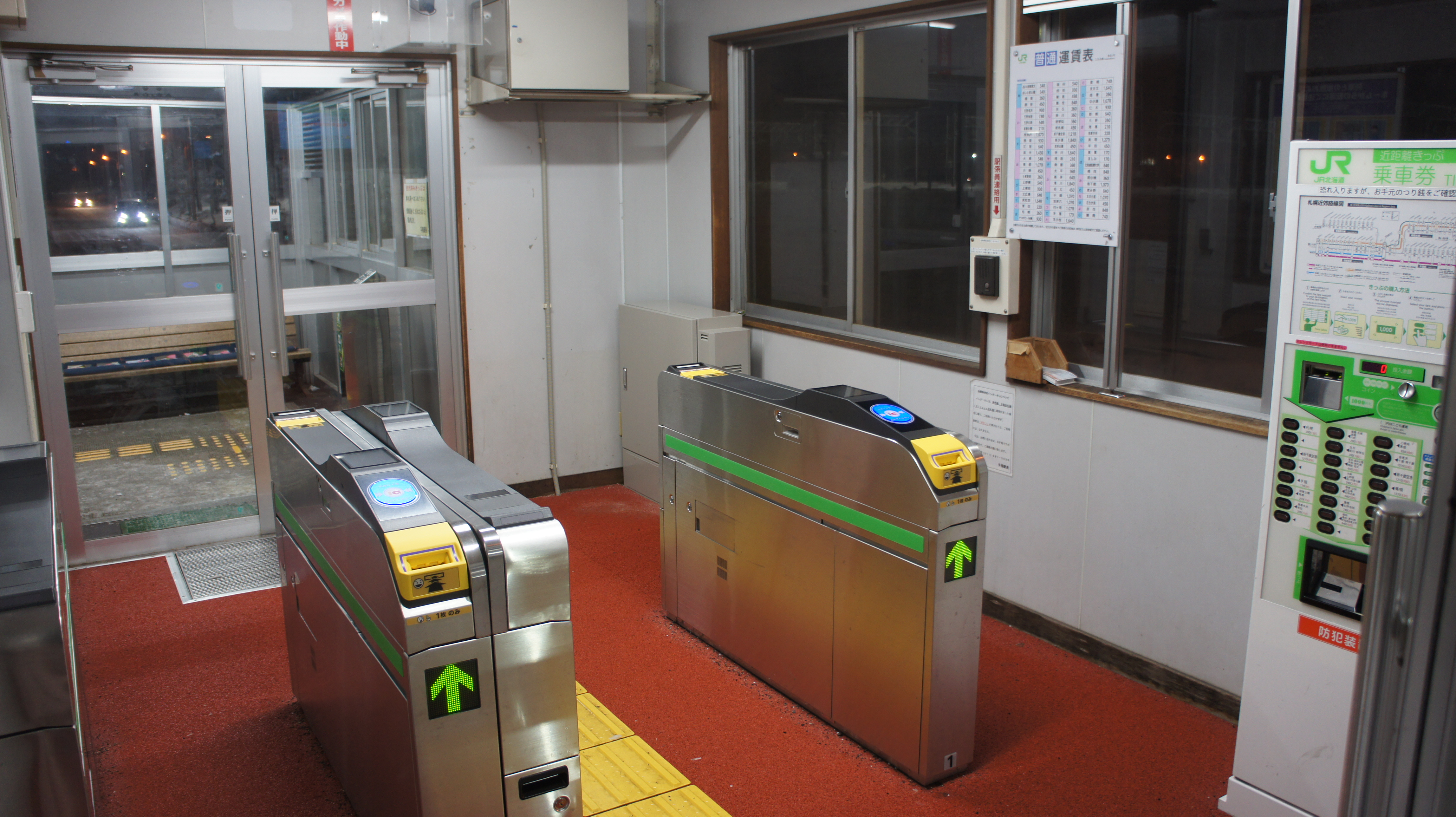
下り線改札口（2017年12月）
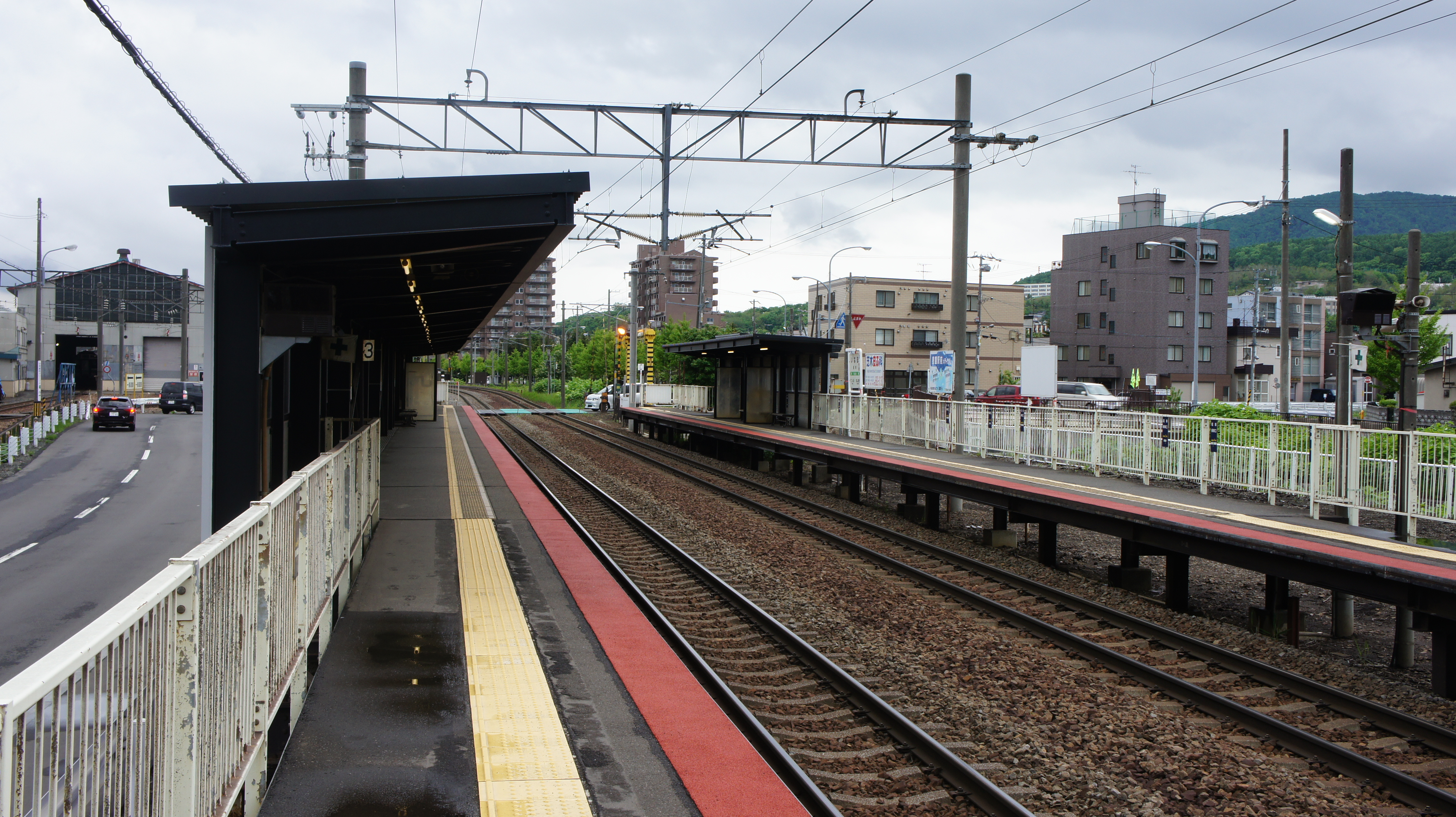
ホーム（2017年5月）
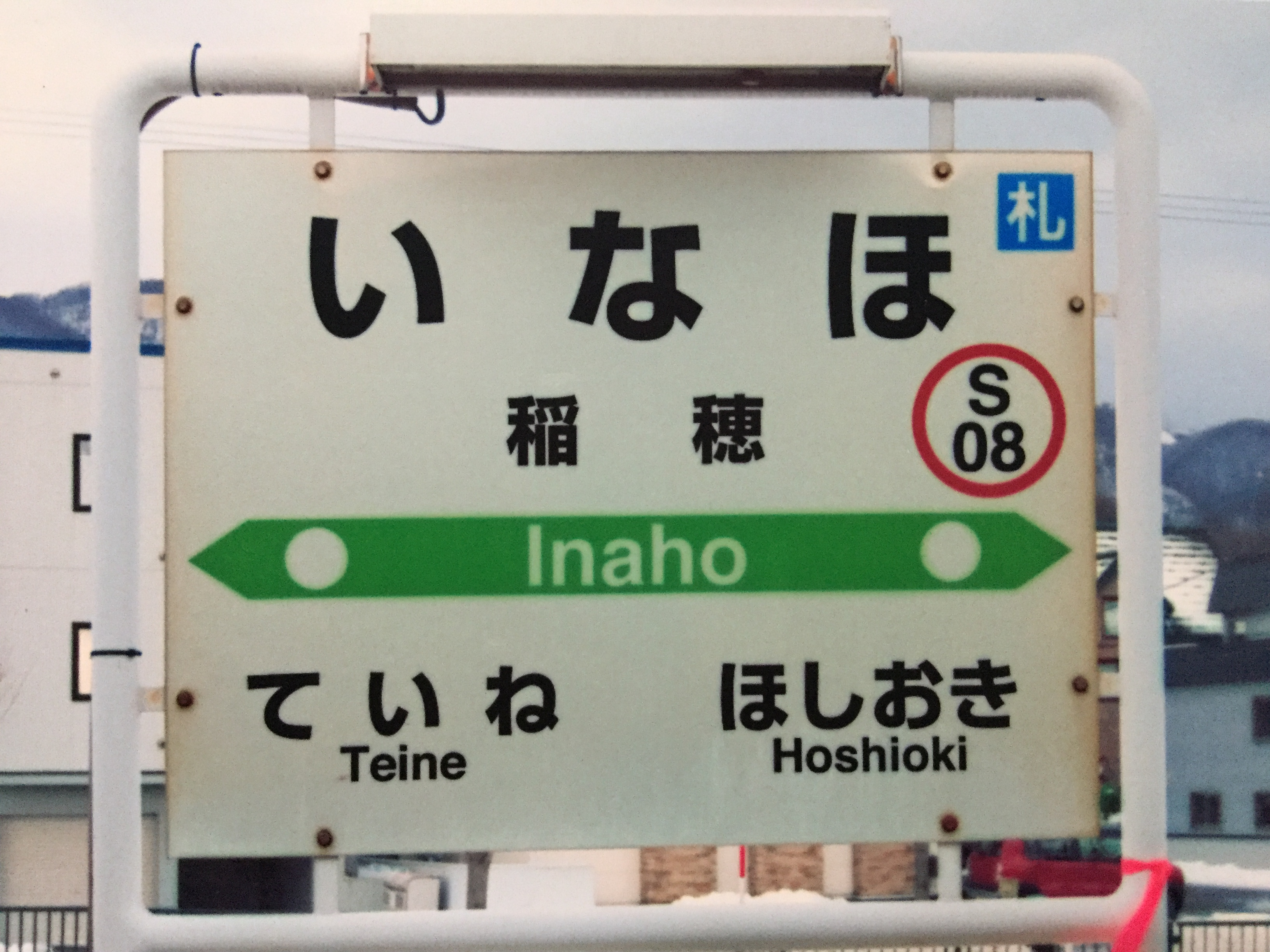
駅名標

## 利用状況
「札幌の都市交通データ」によると、2019年（令和元年）度の1日平均乗車人員は955人である。これは札幌市のJR北海道の駅では2番目に少ない。
近年の1日平均乗車人員の推移は以下のとおりである。
| 年度               | 1日平均 乗車人員 | 出典   |
| ------------------ | ---------------- | ------ |
| 1990年（平成02年） | 554              | [ 12 ] |
| ：                 |                  |        |
| 1995年（平成07年） | 703              | [ 12 ] |
| ：                 |                  |        |
| 2000年（平成12年） | 657              | [ 12 ] |
| 2001年（平成13年） | 651              |        |
| 2002年（平成14年） | 639              |        |
| 2003年（平成15年） | 640              |        |
| 2004年（平成16年） | 641              | [ 12 ] |
| 2005年（平成17年） | 667              | [ 12 ] |
| 2006年（平成18年） | 679              | [ 12 ] |
| 2007年（平成19年） | 730              | [ 12 ] |
| 2008年（平成20年） | 759              | [ 12 ] |
| 2009年（平成21年） | 755              | [ 12 ] |
| 2010年（平成22年） | 815              | [ 12 ] |
| 2011年（平成23年） | 833              | [ 12 ] |
| 2012年（平成24年） | 864              | [ 12 ] |
| 2013年（平成25年） | 882              | [ 12 ] |
| 2014年（平成26年） | 860              | [ 12 ] |
| 2015年（平成27年） | 878              | [ 12 ] |
| 2016年（平成28年） | 860              | [ 12 ] |
| 2017年（平成29年） | 895              | [ 12 ] |
| 2018年（平成30年） | 915              | [ 12 ] |
| 2019年（令和元年） | 955              | [ 10 ] |

## 駅周辺

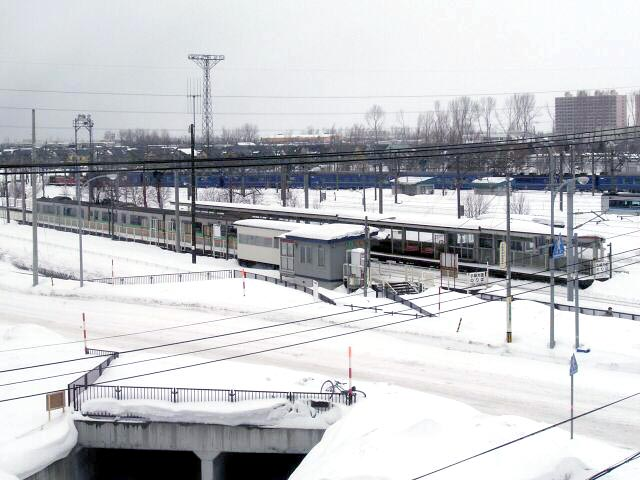
駅舎と札幌運転所（2005年2月）

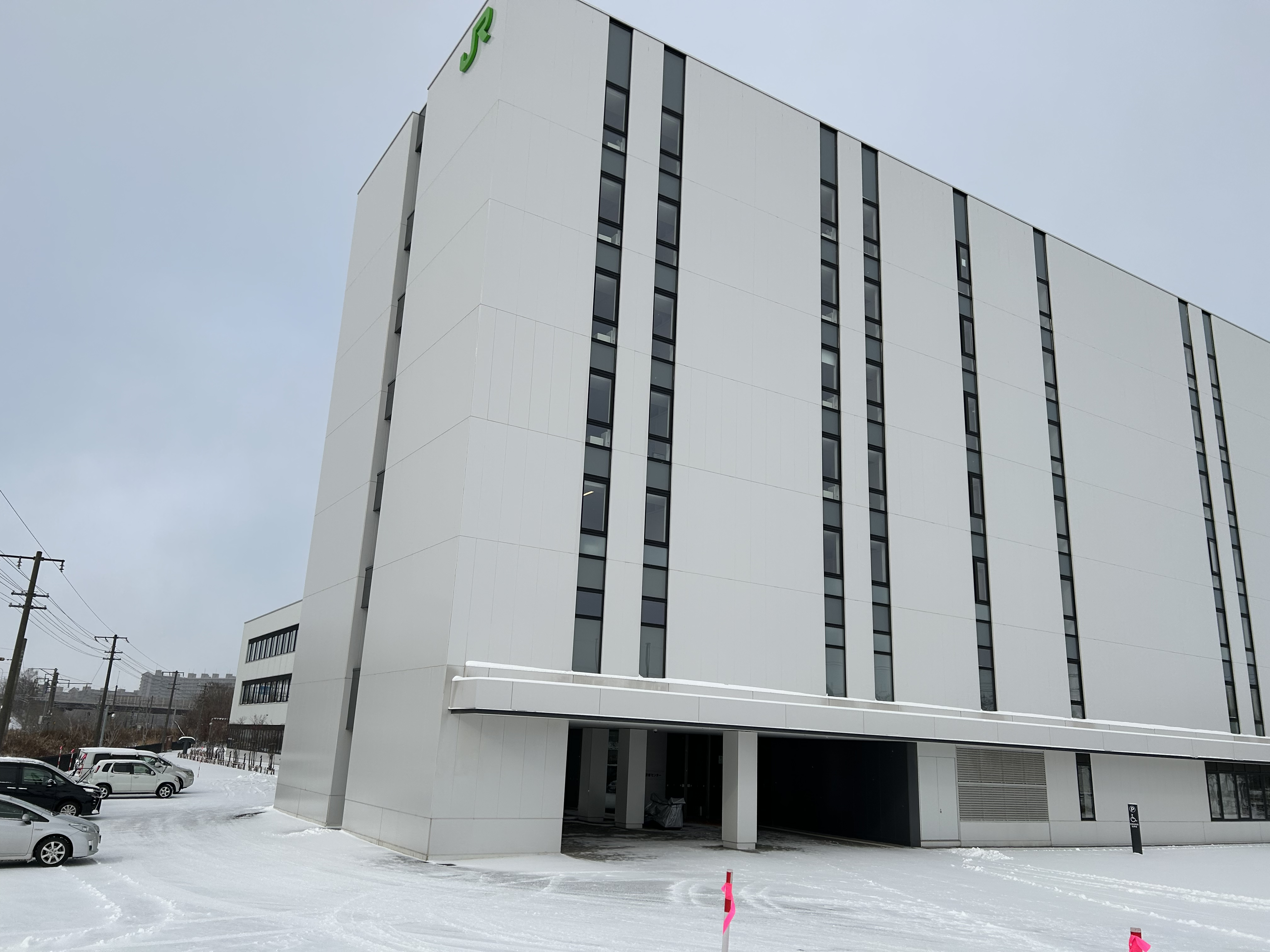
社員研修センター（2022年12月）

駅の北側には札幌運転所が隣接しており、多数の鉄道車両が停泊している。そのため、運転所に向かう運転士などが頻繁に利用する。北は工業団地、南側は住宅街となっている。
また、2017年（平成29年）1月には、札幌運転所西側に社員研修センターが東区から移転した。
- 国道5号
- 手稲警察署稲穂交番
- 手稲稲穂中簡易郵便局
- 札幌運転所
- 札幌運転免許試験場
- 手稲工業団地
- 手稲山口地区軽工業団地
- ジェイ・アール北海道バス手稲営業所
- 札樽線「手稲稲穂2条5丁目」停留所（国道5号沿い）[15]

## 隣の駅
北海道旅客鉄道（JR北海道）
■函館本線

星置駅 (S09) - 稲穂駅 (S08) - 手稲駅 (S07)